# غلستانك (كرج)
غلستانك هي قرية في مقاطعة كرج، إيران. عدد سكان هذه القرية هو 1,468 في سنة 2006.